# Abelha (futebolista)
João Batista Lopes, mais conhecido como Abelha (Araraquara 3 de janeiro de 1958), é um treinador e ex-futebolista brasileiro que atuava como goleiro.

## Carreira
Começou sua carreira na Ferroviária de Araraquara, onde se destacou e atuou até 1983, passou pelo Flamengo, vindo a ser contratado pelo São Paulo.
Escreveu o livro "Treinamento de Goleiro - Técnico e Físico".
Foi treinador do Capivariano Futebol Clube, onde saiu e retorna, para a temporada 2013.

## Títulos

### Como jogador
São Paulo
- Campeonato Paulista: 1985[10]

Flamengo
- Taça Guanabara: 1984

### Como treinador
São Bento
- Copa Estado de São Paulo: 2002.[11][12]

Capivariano
- Campeonato Paulista - Série A2: 2014